# Буси сул Тирино
Бу̀си слу Тирѝно (на италиански: Bussi sul Tirino, на местен диалект B'Buscë, Бушъ) е малко градче и община в Южна Италия, провинция Пескара, регион Абруцо. Разположено е на 344 m надморска височина. Населението на общината е 2584 души (към 2010 г.).